# The Sweetest Girl
The Sweetest Girl is een single van Scritti Politti uit 1981 waarop Robert Wyatt meespeelde als pianist. Het haalde de 64e plaats in de Britse hitlijsten. 

## Versie Madness
The Sweetest Girl werd echter bekend in de uitvoering van Madness; de nutty boys namen het in 1985 op voor Mad Not Mad (hun meest serieuze plaat) en scoorden er begin 1986 hun 22e top 40-hit mee. Op de B-kant staat Jennie (A Portrait Of) en aan de 12-inch zijn Call Me toegevoegd en een dub-mix van het titelnummer. 
Van de single bestaat ook een speciale Valentijnsdag-editie.
The Sweetest Girl werd gespeeld tijdens de Mad Not Mad-tournee en in een televisieprogramma; daarna verdween het (vrijwel) voorgoed van de setlijst. Critici vonden dat Madness dit nummer nooit had moeten opnemen, iets dat ook bassist Mark Bedford toegaf in 2005.